# Lycosa leucotaeniata
Lycosa leucotaeniata là một loài nhện trong họ Lycosidae.
Loài này thuộc chi Lycosa. Lycosa leucotaeniata được Cândido Firmino de Mello-Leitão miêu tả năm 1947.